# Penetration (Militärtechnik)
Im Bereich der Militärtechnik ist die Penetration von Panzerungen durch Projektile, also das Durchschlagen von Panzerungen durch die Bewegungsenergie des Geschosses, ein zentraler Forschungsbereich.
Diese Art der Penetration durch ein Medium wie eine Panzerung wird auch als Durchschlagskraft bezeichnet. Schon von Isaac Newton wurde eine einfache, aber universelle Näherungsformel für die Durchschlagskraft von Impaktoren entwickelt. Eine Formel zur Berechnung der Durchschlagskraft von Vollmantelgeschossen ist die Panzerformel.
Die Erforschung der Panzerung-Projektil-Wechselwirkungen hat zum Beispiel zu einer starken Erhöhung der Durchschlagskraft von Munition bei Beibehaltung des Kalibers geführt. Es besteht ein ständiger Rüstungswettlauf zwischen verbesserter Panzerung und verbesserter Munition. Typische Verbesserungen der Penetrationseigenschaften von Munition sind z. B. erhöhte Mündungsgeschwindigkeit oder höhere Dichte des Projektils (Wolfram- oder Uranmunition) zur Erhöhung der Querschnittsbelastung. Diese sollen die Wirkung des Projektils beim Auftreffen auf die Panzerung erhöhen und somit die Penetration derselben erleichtern.
Im übertragenen Sinne wird auch das erfolgreiche Eindringen von Flugzeugen und Flugkörpern in gegnerischen Luftraum als Penetration bezeichnet. Interkontinentalraketen sind zum Teil mit Penetrationshilfen (z. B. Täuschkörper, ECM) zur Durchdringung der feindlichen Raketenabwehr ausgestattet.